# آنا کارناوخ
آنا کارناوخ (روسی: Анна Олеговна Карнаух؛ زادهٔ ۳۱ اوت ۱۹۹۳) ورزشکار واترپلو اهل روسیه است.
وی در مسابقات کشوری و بین‌المللی در مجموع برندهٔ ۱ مدال نقره، ۳ مدال برنز شده‌است.